# 殷巧兒
殷巧兒，MH，JP（1945年1月17日—），現已息影香港電視台第一代阿姐、女演員及主持、資深教育家以及話劇團界工作者。

## 背景
殷巧兒1945年在出生於日佔香港，殷在1952年畢業於崇蘭中學幼稚園下午校，中學畢業於嘉諾撒聖方濟各書院（1959年入讀中一）。在校時參加過跨校弦歌晚會。她曾在1968年參與香港專上學生聯會舉辦的第3屆戲劇節，1969年畢業於香港中文大學聯合書院英文系，1972年取得香港中文大學教育學院教育文憑。同年，即1972年獲《華僑晚報》頒發十大明星金球獎（電視）。除了殷巧兒的前夫為香港電視台第一代已故資深無綫電視男演員羅國維先生，曾任堅道培中英文書院副校長兼英文科教師之外，及後殷巧兒曾任話劇團團長，並奪大專戲劇最佳女主角獎，1960年代初投身開始在麗的映聲（麗的電視前身）並接解參與演出過的《櫻桃園》、《明末遺恨》、《陋巷》、《油漆未乾》等話劇，自1971年轉投至無綫電視，開始拍攝電視圈，1977年中期離開電視台，並息影退出娛樂圈現今，然後進入香港電台任編導及主持人工作，編導過偷得浮生半日閒及鏗鏘集等節目，後職至香港電台教育電視前總監，直至1995年中期離任，改任天主教香港教區主教代表助理（教育），到1999年後淡出，其後，現時專注公職及教區事務，亦曾協助推廣教改。現任香港中文大學聯合書院校董會主席，香港家庭計劃指導會理事會副主席及群力資源中心德育關注組名譽秘書。

## 演出

### 電視劇（麗的呼聲）

#### 1963年
- 之子于歸 飾
- 一千二百元的支票 飾

#### 1969年
- 蠢貨 飾

### 電視劇（無綫電視）

#### 1971年
- 西施 飾 西施
- 家

#### 1972年
- 向日葵 飾 朱雅芳
- 紫薇園的秋天 飾 姚靈音
- 樂韻雛聲 飾 李指揮
- 紫薇園的春天 飾 姚靈音

#### 1973年
- 小鳳仙 飾 朱筱鳳（小鳳仙）
- 野玫瑰 飾 夏艷華
- 正在想 飾 賽西施

#### 1974年
- 懾魄驚魂：木玫瑰
- 秋海棠 飾 羅湘綺
- 楊乃武與小白菜 飾 畢秀姑（小白菜）

#### 1976年
- 少年十五二十時 飾 湯太太（賈思樂之母）
- 楊貴妃 飾 楊玉環
- 小太陽：安琪兒
- C.I.D.：第9集 飾 Nina

### 電視節目（主持）

#### 1972年
- 溫故知新（無綫電視）（1972年-1977年）

#### 1976年
- 今日婦女（香港電台）

#### 1977年
- 觀點與角度（香港電台）（1977年-1979年）

#### 1979年
- 奉告（香港電台）（1979年-1981年）

#### 1981年
- 八一·一八共繽紛（香港電台）

#### 1982年
- 校際常識問答比賽（香港電台）
- 城市論壇（香港電台）（1982年-1983年）

#### 1983年
- 鑪峰晚語（香港電台）

#### 2005年
- 教學新思維（亞洲電視）

### 電視節目（策劃/編導）（香港電台）
- 並無虛言（1976-1977）
- 偷得浮生半日閒
- 鏗鏘集
- 觀點與角度

### 電視節目（監製）（香港電台）
- 少年警訊
- 警訊

### 參與話劇（部份）

#### 1963年
- 並無虛言
- 釵頭鳳

#### 1964年
- 明末遺恨

#### 1965年
- 浪子回頭

#### 1966年
- 求婚

#### 1967年
- 並無虛言
- 皮大衣（導演）

#### 1968年
- 正在想
- 陋巷 飾 白萍
- 茶花女
- 妙想天開

#### 1969年
- 群鬼（導演）
- 佳期近
- 晚間的來客
- 樑上佳人

#### 1970年
- 浮士德博士的悲劇（導演）

#### 1971年
- 素娥怨

#### 1972年
- 專誠拜訪
- 雷雨 飾 魯萍
- 青龍潭畔

#### 1973年
- 清宮怨 飾 珍妃

#### 1974年
- 推銷員之死 飾 LINDA
- 佳期近

#### 1990年
- 櫻桃園 飾 麗波芙

#### 2001年
- 金池塘 飾 ETHEL（2001-2003、2007年）

#### 2006年
- 水塔下的五星戰隊 （演員、監製）

## 外部連結
- （页面存档备份，存于）
- （页面存档备份，存于）